# Debra Jo Rupp
Debra Jo Rupp (Glendale, 24 de fevereiro de 1951) é uma atriz, dubladora e comediante americana, mais conhecida por seu papel como Kitty Forman no seriado da Fox, That '70s Show. Trabalhou na sitcom Better with You da Warner Channel, canal onde já apareceu na sitcom Friends, como noiva de Frank Jr, irmão de Phoebe Buffay e também como Sharon Davis em Aghata All Along[1][2].
[1] «Seekest Thou the Road». Aghata All Along. Temporada 1. Episódio 1. 18 de setembro de 2024 
[2] «Circle Sewn with Fate / Unlock Thy Hidden Gate». Aghata All Along. Temporada 1. Episódio 2. 18 de setembro de 2024 